# آرتور گریگوریان (بازیکن فوتبال)
آرتور هاکوبی گریگوریان (روسی: Артур Акопович Григорян؛ زادهٔ ۲۹ ژانویهٔ ۱۹۸۵ در آخالتسیخه) بازیکن فوتبال در پست مهاجم اهل ارمنستان-روسیه است.

## باشگاهی
از باشگاه‌هایی که در آن بازی کرده‌است می‌توان به چرنومورتس نووراسییسک، لکوموتیو لیسکی و دینامو استاوروپول اشاره کرد.